# Bernd Gschweidl
Bernd Gschweidl (Stockerau, 8 settembre 1995) è un calciatore austriaco, attaccante del St. Pölten.

## Carriera

### Club
Ha giocato nella prima divisione austriaca.

### Nazionale
Ha giocato nelle nazionali giovanili austriache Under-17, Under-18, Under-19 ed Under-20.

## Statistiche

### Presenze e reti nei club
Statistiche aggiornate al 9 ottobre 2017.
| Stagione        | Squadra         | Campionato      | Campionato | Campionato | Coppe nazionali | Coppe nazionali | Coppe nazionali | Coppe continentali | Coppe continentali | Coppe continentali | Altre coppe | Altre coppe | Altre coppe | Totale | Totale |
| Stagione        | Squadra         | Comp            | Pres       | Reti       | Comp            | Pres            | Reti            | Comp               | Pres               | Reti               | Comp        | Pres        | Reti        | Pres   | Reti   |
| --------------- | --------------- | --------------- | ---------- | ---------- | --------------- | --------------- | --------------- | ------------------ | ------------------ | ------------------ | ----------- | ----------- | ----------- | ------ | ------ |
| 2013-2014       | Horn            | EL              | 24         | 7          | CA              | 4               | 0               | -                  | -                  | -                  | -           | -           | -           | 28     | 7      |
| 2014-2015       | Grödig          | BL              | 10         | 0          | CA              | 2               | 2               | -                  | -                  | -                  | -           | -           | -           | 12     | 2      |
| 2015-gen. 2016  | Grödig          | BL              | 9          | 1          | CA              | 1               | 0               | -                  | -                  | -                  | -           | -           | -           | 10     | 1      |
| Totale Grödig   | Totale Grödig   | Totale Grödig   | 19         | 1          |                 | 3               | 2               |                    | -                  | -                  |             | -           | -           | 22     | 3      |
| gen.-giu. 2016  | Sankt Pölten    | EL              | 10         | 2          | CA              | 2               | 0               | -                  | -                  | -                  | -           | -           | -           | 12     | 2      |
| 2016-2017       | Wiener Neustadt | EL              | 34         | 8          | CA              | 2               | 1               | -                  | -                  | -                  | -           | -           | -           | 36     | 9      |
| 2017-2018       | Wolfsberger     | BL              | 10         | 5          | CA              | 1               | 0               | -                  | -                  | -                  | -           | -           | -           | 11     | 5      |
| Totale carriera | Totale carriera | Totale carriera | 97         | 23         |                 | 12              | 3               |                    | -                  | -                  |             | -           | -           | 109    | 26     |

## Palmarès

### Club

#### Competizioni nazionali
- Erste Liga: 1

Sankt Pölten: 2015-2016